# Спотлайт
„Спотлайт“ (на английски: Spotlight) е американски игрален филм от 2015 г., драма на режисьора Том Маккарти. Филмът е създаден по действителен случай и се концентрира върху екипа на рубриката за разследваща журналистика „Спотлайт“ във вестник „Бостън Глоуб“, който през 2002 г. публикува разследване разкриващо масово прикриване от страна на католическата църква на сексуални посегателства над деца в района на град Бостън.
Филмът прави дебюта си на Венецианския филмов фестивал през 2015 г., но е показван извън състезателната програма.

## Сюжет
След пристигането на нов главен редактор в „Бостън Глоуб“, екипът от разследващи журналисти „Спотлайт“ решава да насочи усилията си към ново разследване, свързано с данни за сексуални посегателства над деца от католически свещеници. В периода на разследването им броят на обвинените свещеници нараства от само няколко до около 90 само в Бостън, а жертвите са над 1000 души. Журналистите се срещат с някои от жертвите, адвокати прикривали престъпленията, както и с обвинени свещеници. След публикуването на историята проблемът за сексуалното издевателство над деца в католическата църква придобива национален мащаб в САЩ, а впоследствие се превръща и в глобален въпрос.

## Актьорски състав
- Марк Ръфало – Майкъл Резендис
- Майкъл Кийтън – Уолтър Робинсън
- Рейчъл Макадамс – Саша Пфайфер
- Лийв Шрайбър – Марти Байрън
- Джон Слатъри – Бен Брадли младши
- Брайън д'Арси Джеймс – Мат Каръл

## Награди и номинации
| Категория                              | Номиниран                   | Резултат                    |
| Оскар (28 февруари 2016 г.)            | Оскар (28 февруари 2016 г.) | Оскар (28 февруари 2016 г.) |
| -------------------------------------- | --------------------------- | --------------------------- |
| Най-добър филм                         | Най-добър филм              | награда                     |
| Най-добър оригинален сценарий          | Том Маккарти и Джош Сингър  | награда                     |
| Най-добър режисьор                     | Том Маккарти                | номинация                   |
| Най-добър филмов монтаж                | Том Макардъл                | номинация                   |
| Най-добра поддържаща мъжка роля        | Марк Ръфало                 | номинация                   |
| Най-добра поддържаща женска роля       | Рейчъл Макадамс             | номинация                   |
| Награда на БАФТА (14 февруари 2016 г.) |                             |                             |
| Най-добър оригинален сценарий          | Том Маккарти и Джош Сингър  | награда                     |
| Най-добър филм                         | Най-добър филм              | номинация                   |
| Най-добър актьор в поддържаща роля     | Марк Ръфало                 | номинация                   |
| Златен глобус (10 януари 2016 г.)      |                             |                             |
| Най-добър филм – драма                 | Най-добър филм – драма      | номинация                   |
| Най-добър режисьор                     | Том Маккарти                | номинация                   |
| Най-добър сценарий                     | Том Маккарти и Джош Сингър  | номинация                   |
| Сателит (21 февруари 2016 г.)          |                             |                             |
| Най-добър актьорски състав             | Най-добър актьорски състав  | награда                     |
| Най-добър филм                         | Най-добър филм              | награда                     |
| Най-добър режисьор                     | Том Маккарти                | награда                     |
| Най-добър оригинален сценарий          | Том Маккарти и Джош Сингър  | награда                     |
| Най-добра филмова музика               | Хауърд Шор                  | номинация                   |
| Най-добър актьор в поддържаща роля     | Майкъл Кийтън               | номинация                   |
| Най-добър актьор в поддържаща роля     | Марк Ръфало                 | номинация                   |
| Най-добра актриса в поддържаща роля    | Рейчъл Макадамс             | номинация                   |
| Емпайър (20 март 2016 г.)              |                             |                             |
| Най-добър сценарий                     | Том Маккарти и Джош Сингър  | номинация                   |